# 長イキアキヒコ
長イキ アキヒコ（ながイキアキヒコ）は、日本の漫画家。

## 略歴
- 茨城県龍ケ崎市出身。土浦日本大学高等学校、慶應義塾大学文学部卒業[1]。
- 慶應義塾大学のお笑いサークル「慶應義塾大学お笑い道場O-Keis」を2006年に創設[2]。このサークルからは吉川きっちょむ、川北茂澄（真空ジェシカ）、令和ロマン、ストレッチーズなどを輩出している[3]。
- かつてはウェブ上で死神トマトの名義を使用していたが、2015年11月末に、漫画活動での名義を長生アキヒコ（のちに表記を長イキアキヒコに変更）にすることを表明した[4]。
- 2017年、「ゴールデンキング」が第86回赤塚賞で佳作を受賞し、『ジャンプSQ.CROWN』（集英社）2017 SUMMERに掲載され[5]、デビュー。[要出典]
- 2018年、『ジャンプスクエア』（同）にて読み切りを掲載。その後、WEBメディア「オモコロ」（バーグハンバーグバーグ）と『まんがライフオリジナル』（竹書房）にて『ギャル医者あやっぺ』を連載。

## 作品リスト

### 連載
- ギャル医者あやっぺ（『まんがライフオリジナル』2018年12月号[6] - 2024年2月号[7]、全4巻） - オモコロと作者Twitterでも発表[8]

### 読み切り
- ゴールデンキング（『ジャンプSQ.CROWN』2017 SUMMER[5]）
- 怪人お父さん山本光太郎（『ジャンプSQ.CROWN』2017 AUTUMN[9]）
- すべての頂点に立つ女 ゴッドレディ純子（『ジャンプスクエア』2018年3月号[10]）
- 女子高生は小説より奇なり（『ジャンプスクエア』2018年6月号[11]）
- ギャル医者あやっぺ（『まんがライフオリジナル』2018年9月号[12]）

### その他
- 『ぼのちゃん』完結記念トリビュートアート（『まんがライフオリジナル』2020年3月号[13]）